# Маринчев Грич
Маринчев Грич (словен. Marinčev Grič) је насељено место у општини Врхника, Средњесловенска регија, Словенија.

## Историја
До територијалне реорганизације у Словенији била је у саставу општине Врхника. Као самостално насеље Маринчев Грич постоји од 2002. године. Настала је издвајањем дела из насеља Заплана.

## Становништво
У попису становништва из 2011. године, Маринчев Грич је имао 28 становника.
| Број становника према пописима |
| ------------------------------ |
| 2011                           |
| 28                             |

Напомена: Године 2002. настала издвајањем дела из насеља Заплана. Године 2016. извршена је мала размена територија између насеља Хлевни Врх, Лавровец, Лазе, Логатец, Петковец, Прапротно Брдо, Ровте и Заплана (Логатец) и Јеринов Грич, Маринчев Грич, Мирке, Мизни Дол, Подлипа, Презид, Смречје, Стрмица, Трчков Грич, Врхника, Заплана и Заврх при Боровници (Врхника).